# Дуглас, Кирк
Кирк Дуглас (англ. Kirk Douglas — Кёрк Да́глас; настоящее имя — И́сер (Иззи) Данило́вич, впоследствии — Демский; 9 декабря 1916, Амстердам, штат Нью-Йорк, США — 5 февраля 2020, Беверли-Хиллз, Калифорния, США) — американский актёр плеяды «золотой эры» Голливуда. Кроме того, писатель, филантроп и бывший посол доброй воли Госдепартамента США. Ветеран Второй Мировой войны.
Снимался в различных жанрах: вестерн, боевик, байопик. В 2016 году карьера в кино Кирка была отмечена почётным «Оскаром» (второй в истории мирового кинематографа мужчина-лауреат, достигший возраста 100 лет). Обладатель премии «Золотой глобус» за роль Винсента Ван Гога в биографической ленте «Жажда жизни».
Как писатель, Дуглас написал десять романов и мемуаров. Занимает 17-ю строку в списке Американского института киноискусства среди величайших мужчин-легенд экрана классического голливудского кино.

## Детство и юность
Кирк Дуглас родился под именем И́сер (И́зи) Данило́вич в городе Амстердаме (штат Нью-Йорк) и был четвёртым ребёнком в еврейской семье. Его родители Гершл Даниелович (1884—1954) и Брайна Даниелович (урождённая Санглель; 1884—1958) происходили из города Чаусы Могилёвской губернии. Они эмигрировали в США в 1910 году, через два года после женитьбы. Исер был единственным мальчиком, помимо него в семье росли шесть девочек. Родители впоследствии поменяли семейную фамилию и американизировали имена, став Харри и Бертой Демски (Demsky).
 Семья была бедной, мальчик подрабатывал, разнося газеты и еду. Как вспоминал Кирк, стать актёром он мечтал ещё со второго класса, устраивая представления дома.
Окончив школу, поступил в колледж St. Lawrence University. Успешно занимаясь борьбой, участвовал в профессиональных схватках. Чтобы заработать на обучение в театральном колледже, работал капельдинером, охранником на автостоянке и портье в гостинице. По окончании колледжа в 1939 году отправился в Нью-Йорк и поступил в престижную Американскую академию драматических искусств. Юноша не мог оплатить обучение, но произвёл такое впечатление на педагогов при прослушивании, что ему выделили стипендию. Подрабатывал официантом в небольшом кафе. Как вспоминал актёр, с именем Исер едва ли можно было рассчитывать на успешную карьеру. Руководитель студенческой труппы Карл Малден предложил сменить имя на Кирк Дуглас, и оно сразу понравилось. В одной группе с ним училась Бетти Джоан Перски, впоследствии более известная как Лорен Бэколл, а также будущая супруга актёра Дайана Дилл. С Лорен они остались друзьями на всю жизнь. Именно Лорен помогла найти Кирку его первые роли.
С началом Второй мировой войны отправился на призывной пункт, но ему отказали из-за проблем со зрением. Тогда он приобрёл учебник «Зрение без очков» и тщательно занимался по нему в течение месяца, после чего добился своего. Дугласа приняли на службу в одно из подразделений связи Тихоокеанского флота США, где он служил в 1941—1943 годах. В ноябре 1943 года получил лёгкое ранение, во время пребывания в госпитале женился на Дайане Дилл. В 1944 году заболел дизентерией и был комиссован.

## Начало карьеры
Вернувшись после армии в родной Нью-Йорк, активно занялся актёрской карьерой. Играл в театральных постановках, был занят в радиопередачах, снимался в рекламе. В 1944 году добился некоторого успеха на местном уровне, заменив в постановке на Бродвее самого Ричарда Уидмарка. В 1945 году в поисках новых возможностей переехал в Голливуд. Как раз в этот момент в стране началось преследование инакомыслящих, и выходцу из России с еврейскими корнями было непросто устроиться на работу в киноиндустрии. В 1946 году Лорен Бэккол, которая уже успела к тому времени занять верхние позиции голливудской табели о рангах, порекомендовала своего старого знакомого продюсеру Хэлу Уоллису. Так состоялся дебют Дугласа на широком экране. В драме «Странная любовь Марты Айверс» Льюиса Майлстоуна он исполнил роль униженного мужа героини Барбары Стэнвик. Уоллис был впечатлён первым опытом Дугласа и предложил ему семилетний контракт со студией, что в те времена было в порядке вещей и можно было расценить как успех начинающего актёра. Однако Дуглас не захотел быть связанным рамками студийной системы и остался «свободным агентом». Дуглас сам заключил контракт с Warner Brothers на выгодных для себя условиях.
Следующие три года был занят только в ролях второго плана в картинах «Из прошлого» (1947) и «Письмо трём жёнам» (1949). C ленты «Я всегда одинок» (1948) началось его длительное экранное сотрудничество с Бертом Ланкастером. Впоследствии актёры, которые и в жизни поддерживали тёплые дружеские отношения, снялись совместно ещё в семи картинах. Следующим ключевым фильмом для актёра должна была стать высокобюджетная лента «Великий грешник», где партнёрами Дугласа были Ава Гарднер и Грегори Пек. Однако фильм неожиданно провалился в прокате. «Выстрелила» более скромная лента, от которой Дуглас ничего особенного не ждал. «Чемпион» Марка Робсона стал неожиданным кассовым успехом, получил признание критики и принёс актёру первую номинацию на «Оскар». Как вспоминал Кирк, после этой картины его начали узнавать на улице.

## Успех
С начала 1950-х Дуглас становится одним из ведущих актёров. В основном он специализируется на крутых парнях, героях вестернов, полицейских. Исполняет как положительные, так и отрицательные роли. В картине «Туз в рукаве» он исполнил сложную роль беспринципного журналиста. В «Детективной истории» Уильяма Уайлера Дуглас воплотил на экране образ полицейского. «Злые и красивые» Винсента Минелли принесли Дугласу вторую номинацию на «Оскар». Этапной работой стала картина «Жажда жизни», в которой Дуглас, используя своё внешнее сходство, воплотил на экране образ Винсента Ван Гога. Для большей достоверности актёр брал уроки живописи.
В 1955 году Дуглас удивил своих коллег по цеху тем, что решил организовать собственную продюсерскую компанию, которую в честь своей матери назвал Bryna Productions. Компания спродюсировала ряд картин, в которых сыграл Кирк: «Тропы славы», «Викинги». Картина «Тропы славы» стала одной из первых, где прозвучало имя начинающего режиссёра Стэнли Кубрика. После этой картины они стали приятелями. В дальнейшем Bryna Productions участвовала в производстве одного из самых дорогостоящих проектов в истории американского кинематографа — «Спартак». Картину со схожим сюжетом собирались снимать в United Artists, однако Дуглас, выдержав конкуренцию, успешно передал данный проект компании Universal. Сложное производство картины заняло около 2 лет. Картина «Спартак» получила хорошие кассовые сборы, однако из-за высокого бюджета так и не вышла на показатели окупаемости. «Спартак» сыграл большую роль для киноиндустрии, так как его успех фактически означал конец чёрного списка Голливуда, в котором был и Далтон Трамбо, сценарист «Спартака». В дальнейшем Дуглас и Bryna Productions продолжили сотрудничество с Далтоном Трамбо, сняв по его сценарию «Одинокие отважны». Свою заглавную роль ковбоя «Джека» Бёрнса в этом вестерне Дуглас называл любимой.
В 1962 году Дуглас приобрёл права на постановку романа Кена Кизи «Пролетая над гнездом кукушки». В 1963 году он осуществил постановку книги, адаптированной как пьеса на сцене Бродвея, где исполнил роль Макмёрфи. Постановка получила разгромные рецензии театральной критики. С того же момента Кирк пытался заинтересовать экранизацией книги крупнейшие кинокомпании, но идея не вызывала  интереса. В итоге права на экранизацию он передал сыну Майклу, который с успехом спродюсировал экранизацию романа в 1975 году.
С начала 1960-х Кирк стал постепенно менять свою специализацию. После некоторого перерыва в карьере в 1963 году на экраны вышел «Список Эдриана Мессенджера» Джона Хьюстона. В этой мистической криминальной драме совместно с Бертом Ланкастером Дугласу, сильно преобразившему внешность, пришлось сыграть сразу нескольких персонажей. К ведущим ролям Дуглас вернулся в «Герои Телемарка» (1965), «Горит ли Париж?» (1966) и «Путь на Запад» (1967). Всё это были достаточно типичные для Дугласа роли. Однако настроение общества постепенно менялось, и образ героя войны, успешно обыгрываемый Дугласом в вестернах и военных драмах, уже не так интересовал публику.

## Зрелые годы
Попытки искать новый подход начались в картине «Братство». Криминальная драма, которую некоторые специалисты впоследствии назвали предтечей «Крёстного отца», провалилась в прокате. Картина Элии Казана «Сделка» не нашла понимания у критики, так как актёр явно не попал в роль, которая изначально была написана под Марлона Брандо, исполнителя совершенно иного плана. Дуглас сыграл в новом поколении вестернов в комедийном «Жил-был обманщик» (1970) и психоделическом «Перестрелка» (1971).
В 1973 году состоялся режиссёрский дебют Дугласа в картине «Бездельник», снятой по отдалённым мотивам «Острова сокровищ». Фильм, ориентированный на детскую аудиторию, получил из-за чрезмерной жестокости и двусмысленностей в диалогах недетский рейтинг PG и провалился в прокате. Критики отнеслись более благосклонно ко второму режиссёрскому опыту Дугласа — вестерну «Отряд». В нём он вернулся к проверенному временем образу жёсткого, но справедливого американского маршала, преследующего банду.
С середины 1970-х актёр начал пробовать себя в телевизионных постановках. Одной из них стала драма «Победа в Энтеббе», в которой Дугласу снова довелось сыграть с Бертом Ланкастером. Картина была посвящена известному инциденту с освобождением заложников. Заметную роль он сыграл в австралийском «Мужчина с заснеженной реки». За ведущую роль в телевизионной постановке NBC «Амос» Дуглас получил номинацию на «Эмми».
В 1981 году Дуглас и Ланкастер попробовали себя в театральной постановке «Осень мальчиков», в которой сыграли постаревших Гекльберри Финна и Тома Сойера. В 1982 году он принял участие в программе «Чтобы Польша была Польшей», чтобы выразить поддержку «Солидарности». Последним совместным фильмом для дуэта актёров стала комедия «Крутые ребята» (1986), пародирующая криминальные фильмы и подводящая итоги общего творчества. В начале 1990-х актёр снялся в нескольких телевизионных постановках и документальных фильмах. Последней его крупной работой стала одна из главных ролей в комедии «Бриллианты» (1999), после чего он снялся ещё в нескольких картинах во второстепенных ролях.

## Завершение карьеры
В 1996 году Кирк Дуглас перенёс инсульт, от последствий которого не совсем оправился, и его речь стала сильно затруднённой. В течение сорока лет Дуглас был заядлым курильщиком, в своих воспоминаниях он писал, что выкуривал по две пачки сигарет в день. После болезни актёр уже не смог сниматься и посвятил себя семье, работе над книгами. В 1988 году он выпустил первую автобиографию «The Ragman’s Son» («Сын старьёвщика»). Затем Дуглас написал несколько беллетристических книг, получивших определённое признание литературных критиков: романы «Dance with the Devil» («Танец с дьяволом», 1990), «The Secret» («Секрет», 1992) и «Last Tango in Brooklyn» («Последнее танго в Бруклине», 1994).
Вторая автобиографическая книга «Let’s Face It: 90 Years of Living, Loving, and Learning» рассказывает о своей жизни, трудном пути к актёрской карьере, встречах со звёздами Голливуда и антисемитизме в Америке, через который ему пришлось пройти.
27 февраля 2011 года 94-летний Дуглас принял участие в церемонии вручения премии «Оскар».
Дуглас регулярно обновлял свой блог на Myspace. В возрасте 94 лет он был признан самым пожилым блогером-знаменитостью в мире.
Активно участвовал в благотворительной деятельности и отдавал на это немалые средства. В день своего 99-летия Дуглас пожертвовал 15 млн $ на строительство в Лос-Анджелесе центра по уходу за страдающими болезнью Альцгеймера актерами и представителями голливудской киноиндустрии.
9 декабря 2016 года актёр отпраздновал свой 100-летний юбилей. Дуглас сообщил, что за организацию торжества отвечал его сын Майкл с супругой Кэтрин Зетой-Джонс. На праздник были приглашёны около 200 друзей и членов семьи, в том числе — режиссёр Стивен Спилберг и продюсер Джеффри Катценберг.

«Помните Макмерфи, героя книги «Над кукушкиным гнездом»? Он хотел выломать раковину из стены, но не мог. И вот он уходит из комнаты, все эти ребята смотрят ему вслед, а он оборачивается и говорит: «Но я хотя бы попытался, черт возьми!» Иногда я думаю, что это отлично подошло бы для моей эпитафии».
5 февраля 2020 года Кирк Дуглас умер на 104-м году жизни в своем доме в Беверли-Хиллз, штат Калифорния. Смерть наступила по естественным причинам. Похоронен на Вествудском кладбище, рядом со своим сыном Эриком Дугласом, скончавшимся в 2004 году.

## Личная жизнь

### Семья
|                           |                           |                           |                           |                            |                            |                            |                            | Дайана Дилл (1923—2015)    | Дайана Дилл (1923—2015)    | Дайана Дилл (1923—2015)  | Дайана Дилл (1923—2015)  | Дайана Дилл (1923—2015)        | Дайана Дилл (1923—2015)        |                                |                                |                                |                                |                               |                               |                               |                               |                               |                               |                               |                               | Кирк Дуглас (1916—2020)   | Кирк Дуглас (1916—2020)   | Кирк Дуглас (1916—2020)   | Кирк Дуглас (1916—2020)   | Кирк Дуглас (1916—2020) | Кирк Дуглас (1916—2020) |                          |                          |                          |                          |                          |                          |  |  |                         |                         |                         |                         |                         |                         | Энн Байденс (1919—2021) | Энн Байденс (1919—2021) | Энн Байденс (1919—2021) | Энн Байденс (1919—2021) | Энн Байденс (1919—2021) | Энн Байденс (1919—2021) |
|                           |                           |                           |                           |                            |                            |                            |                            | Дайана Дилл (1923—2015)    | Дайана Дилл (1923—2015)    | Дайана Дилл (1923—2015)  | Дайана Дилл (1923—2015)  | Дайана Дилл (1923—2015)        | Дайана Дилл (1923—2015)        |                                |                                |                                |                                |                               |                               |                               |                               |                               |                               |                               |                               | Кирк Дуглас (1916—2020)   | Кирк Дуглас (1916—2020)   | Кирк Дуглас (1916—2020)   | Кирк Дуглас (1916—2020)   | Кирк Дуглас (1916—2020) | Кирк Дуглас (1916—2020) |                          |                          |                          |                          |                          |                          |  |  |                         |                         |                         |                         |                         |                         | Энн Байденс (1919—2021) | Энн Байденс (1919—2021) | Энн Байденс (1919—2021) | Энн Байденс (1919—2021) | Энн Байденс (1919—2021) | Энн Байденс (1919—2021) |
|                           |                           |                           |                           |                            |                            |                            |                            |                            |                            |                          |                          |                                |                                |                                |                                |                                |                                |                               |                               |                               |                               |                               |                               |                               |                               |                           |                           |                           |                           |                         |                         |                          |                          |                          |                          |                          |                          |  |  |                         |                         |                         |                         |                         |                         |                         |                         |                         |                         |                         |                         |
|                           |                           |                           |                           |                            |                            |                            |                            |                            |                            |                          |                          |                                |                                |                                |                                |                                |                                |                               |                               |                               |                               |                               |                               |                               |                               |                           |                           |                           |                           |                         |                         |                          |                          |                          |                          |                          |                          |  |  |                         |                         |                         |                         |                         |                         |                         |                         |                         |                         |                         |                         |
|                           |                           |                           |                           |                            |                            |                            |                            |                            |                            |                          |                          |                                |                                |                                |                                |                                |                                |                               |                               |                               |                               |                               |                               |                               |                               |                           |                           |                           |                           |                         |                         |                          |                          |                          |                          |                          |                          |  |  |                         |                         |                         |                         |                         |                         |                         |                         |                         |                         |                         |                         |
| Диандра Люкер (род. 1956) | Диандра Люкер (род. 1956) | Диандра Люкер (род. 1956) | Диандра Люкер (род. 1956) | Диандра Люкер (род. 1956)  | Диандра Люкер (род. 1956)  |                            |                            | Майкл Дуглас (род. 1944)   | Майкл Дуглас (род. 1944)   | Майкл Дуглас (род. 1944) | Майкл Дуглас (род. 1944) | Майкл Дуглас (род. 1944)       | Майкл Дуглас (род. 1944)       |                                |                                | Кэтрин Зета-Джонс (род. 1969)  | Кэтрин Зета-Джонс (род. 1969)  | Кэтрин Зета-Джонс (род. 1969) | Кэтрин Зета-Джонс (род. 1969) | Кэтрин Зета-Джонс (род. 1969) | Кэтрин Зета-Джонс (род. 1969) |                               |                               | Джоэль Дуглас (род. 1947)     | Джоэль Дуглас (род. 1947)     | Джоэль Дуглас (род. 1947) | Джоэль Дуглас (род. 1947) | Джоэль Дуглас (род. 1947) | Джоэль Дуглас (род. 1947) |                         |                         | Питер Дуглас (род. 1955) | Питер Дуглас (род. 1955) | Питер Дуглас (род. 1955) | Питер Дуглас (род. 1955) | Питер Дуглас (род. 1955) | Питер Дуглас (род. 1955) |  |  | Эрик Дуглас (1958—2004) | Эрик Дуглас (1958—2004) | Эрик Дуглас (1958—2004) | Эрик Дуглас (1958—2004) | Эрик Дуглас (1958—2004) | Эрик Дуглас (1958—2004) |                         |                         |                         |                         |                         |                         |
| Диандра Люкер (род. 1956) | Диандра Люкер (род. 1956) | Диандра Люкер (род. 1956) | Диандра Люкер (род. 1956) | Диандра Люкер (род. 1956)  | Диандра Люкер (род. 1956)  |                            |                            | Майкл Дуглас (род. 1944)   | Майкл Дуглас (род. 1944)   | Майкл Дуглас (род. 1944) | Майкл Дуглас (род. 1944) | Майкл Дуглас (род. 1944)       | Майкл Дуглас (род. 1944)       |                                |                                | Кэтрин Зета-Джонс (род. 1969)  | Кэтрин Зета-Джонс (род. 1969)  | Кэтрин Зета-Джонс (род. 1969) | Кэтрин Зета-Джонс (род. 1969) | Кэтрин Зета-Джонс (род. 1969) | Кэтрин Зета-Джонс (род. 1969) |                               |                               | Джоэль Дуглас (род. 1947)     | Джоэль Дуглас (род. 1947)     | Джоэль Дуглас (род. 1947) | Джоэль Дуглас (род. 1947) | Джоэль Дуглас (род. 1947) | Джоэль Дуглас (род. 1947) |                         |                         | Питер Дуглас (род. 1955) | Питер Дуглас (род. 1955) | Питер Дуглас (род. 1955) | Питер Дуглас (род. 1955) | Питер Дуглас (род. 1955) | Питер Дуглас (род. 1955) |  |  | Эрик Дуглас (1958—2004) | Эрик Дуглас (1958—2004) | Эрик Дуглас (1958—2004) | Эрик Дуглас (1958—2004) | Эрик Дуглас (1958—2004) | Эрик Дуглас (1958—2004) |                         |                         |                         |                         |                         |                         |
|                           |                           |                           |                           |                            |                            |                            |                            |                            |                            |                          |                          |                                |                                |                                |                                |                                |                                |                               |                               |                               |                               |                               |                               |                               |                               |                           |                           |                           |                           |                         |                         |                          |                          |                          |                          |                          |                          |  |  |                         |                         |                         |                         |                         |                         |                         |                         |                         |                         |                         |                         |
|                           |                           |                           |                           |                            |                            |                            |                            |                            |                            |                          |                          |                                |                                |                                |                                |                                |                                |                               |                               |                               |                               |                               |                               |                               |                               |                           |                           |                           |                           |                         |                         |                          |                          |                          |                          |                          |                          |  |  |                         |                         |                         |                         |                         |                         |                         |                         |                         |                         |                         |                         |
|                           |                           |                           |                           |                            |                            |                            |                            |                            |                            |                          |                          |                                |                                |                                |                                |                                |                                |                               |                               |                               |                               |                               |                               |                               |                               |                           |                           |                           |                           |                         |                         |                          |                          |                          |                          |                          |                          |  |  |                         |                         |                         |                         |                         |                         |                         |                         |                         |                         |                         |                         |
|                           |                           |                           |                           | Кэмерон Дуглас (род. 1978) | Кэмерон Дуглас (род. 1978) | Кэмерон Дуглас (род. 1978) | Кэмерон Дуглас (род. 1978) | Кэмерон Дуглас (род. 1978) | Кэмерон Дуглас (род. 1978) |                          |                          | Дилан Майкл Дуглас (род. 2000) | Дилан Майкл Дуглас (род. 2000) | Дилан Майкл Дуглас (род. 2000) | Дилан Майкл Дуглас (род. 2000) | Дилан Майкл Дуглас (род. 2000) | Дилан Майкл Дуглас (род. 2000) |                               |                               | Кэрис Зета-Дуглас (род. 2003) | Кэрис Зета-Дуглас (род. 2003) | Кэрис Зета-Дуглас (род. 2003) | Кэрис Зета-Дуглас (род. 2003) | Кэрис Зета-Дуглас (род. 2003) | Кэрис Зета-Дуглас (род. 2003) |                           |                           |                           |                           |                         |                         |                          |                          |                          |                          |                          |                          |  |  |                         |                         |                         |                         |                         |                         |                         |                         |                         |                         |                         |                         |

### Благотворительность
Дуглас вместе с женой на протяжении всей его карьеры жертвовали деньги на различные благотворительные проекты и в 2015 году запланировали раздать большую часть своего состояния в 80 миллионов долларов. Среди прежних бенефициаров — школа и колледж, в которых учился Кирк. В сентябре 2001 года при финансовой поддержке Дугласа его бывшая школа поставила мюзикл «Амстердамская оратория» Марии Риккио Брайс, лауреата школьной награды Драматического общества имени Кирка Дугласа 1968 года. В 2012 году он пожертвовал пять миллионов долларов Университету Сент-Лоренса, своей альма-матер. Колледж направил средства в стипендиальный фонд, основанный Дугласом в 1999 году.
Актёр жертвовал деньги различным учебным заведениям, медицинским центрам и другим некоммерческим организациям в Южной Калифорнии. В том числе за его счёт было отреставрировано более 400 обветшалых детских площадок Объединённого школьного округа Лос-Анджелеса. Дугласы основали Центр для бездомных женщин имени Энн Дуглас при Лос-Анджелесской миссии, который помог сотням обездоленных женщин встать на ноги. В 2004 году они открыли в Калвер-Сити Театр Кирка Дугласа. Они финансировали Детский центр Энн Дуглас в Синайском храме в округе Вествуд. В марте 2015 года Кирк с женой пожертвовали 2,3 миллиона долларов Детской больнице Лос-Анджелеса.

### Обвинения в изнасиловании Натали Вуд
Утверждается, что Дуглас изнасиловал актрису Натали Вуд летом 1955 года, когда ей было 17, а ему — 38 лет . Предполагаемое изнасилование было впервые описано в 2001 году в биографии актрисы авторства Сюзанны Финстэд, хотя Финстэд не назвала имя преступника.. Обвинение вновь привлекло внимание в январе 2018 года, после того как 75-я церемония вручения премии «Золотой глобус» почтила память Дугласа, и несколько новостных агентств сослались на анонимный пост в блоге 2012 года, в котором обвинялся Дуглас. В июле 2018 года Лана Вуд, сестра актрисы, рассказала в подкасте из 12 частей о жизни своей сестры, что та подверглась сексуальному насилию в подростковом возрасте и что нападение произошло в отеле Шато-Мармон во время прослушивания на роль и продолжалось «часами». По словам профессора Синтии Лючии, изучавшей заявление о нападении, изнасилование Вуд было жестоким и насильственным. В мемуарах 2021 года «Маленькая сестра: Моё расследование загадочной смерти Натали Вуд» Лана Вуд утверждала, что Дуглас был нападавшим на её сестру. Сын актёра Майкл Дуглас выступил с заявлением, в котором говорилось: «Пусть они оба покоятся с миром».

## Избранная фильмография
| Год  |    | Русское название                | Оригинальное название              | Роль                            |
| ---- | -- | ------------------------------- | ---------------------------------- | ------------------------------- |
| 1946 | ф  | Странная любовь Марты Айверс    | The Strange Love of Martha Ivers   | Уолтер О’Нил                    |
| 1947 | ф  | Из прошлого                     | Out of the Past                    | Уит Стерлинг                    |
| 1948 | ф  | Я всегда одинок                 | I Walk Alone                       | Нолл «Динк» Тернер              |
| 1948 | ф  | Стены Иерихона                  | The Walls of Jericho               | Таккер Ведж                     |
| 1949 | ф  | Письмо трём жёнам               | A Letter to Three Wives            | Джордж Фиппс                    |
| 1949 | ф  | Чемпион                         | Champion                           | Майкл «Мидж» Келли              |
| 1950 | ф  | Трубач                          | Young Man with a Horn              | Рик Мартин                      |
| 1950 | ф  | Стеклянный зверинец             | The Glass Menagerie                | Джим О’Коннор                   |
| 1951 | ф  | Туз в рукаве                    | Ace in the Hole                    | Чак Тейтум                      |
| 1951 | ф  | Детективная история             | Detective Story                    | детектив Джеймс Маклеод         |
| 1952 | ф  | Большие деревья                 | The Big Trees                      | Джим Фэллон                     |
| 1952 | ф  | Большое небо                    | The Big Sky                        | Джим Дикинс                     |
| 1952 | ф  | Злые и красивые                 | The Bad and the Beautiful          | Джонатан Шилдс                  |
| 1953 | ф  | Жонглёр                         | The Juggler                        | Ханс Мюллер                     |
| 1954 | ф  | Странствия Одиссея              | Ulisse                             | Одиссей                         |
| 1954 | ф  | 20 000 лье под водой            | 20000 Leagues Under the Sea        | Нед Лэнд                        |
| 1955 | ф  | Индейский воин                  | The Indian Fighter                 | Джонни Хоукс                    |
| 1956 | ф  | Жажда жизни                     | Lust for Life                      | Винсент Ван Гог                 |
| 1957 | ф  | Перестрелка у корраля О-Кей     | Gunfight at the O.K. Corral        | Док Холлидей                    |
| 1957 | ф  | Тропы славы                     | Paths of Glory                     | полковник Декс                  |
| 1958 | ф  | Викинги                         | The Vikings                        | Эйнар                           |
| 1959 | ф  | Последний поезд из Ган-Хилл     | Last Train from Gun Hill           | шериф Мэтт Морган               |
| 1960 | ф  | Спартак                         | Spartacus                          | Спартак                         |
| 1961 | ф  | Город без жалости               | Town Without Pity                  | майор Стив Гарретт              |
| 1961 | ф  | Последний закат                 | The Last Sunset                    | Брендан О’Мэлли                 |
| 1962 | ф  | Одинокие отважны                | Lonely Are the Brave               | Джон «Джек» Бёрнс               |
| 1963 | ф  | Список Эдриана Мессенджера      | List of Adrian Messenger           | разные персонажи                |
| 1964 | ф  | Семь дней в мае                 | Seven Days in May                  | полковник Мартин «Джиггс» Кейси |
| 1966 | ф  | Горит ли Париж?                 | Paris brûle-t-il?                  | генерал Джордж С. Паттон        |
| 1967 | ф  | Боевой фургон                   | The War Wagon                      | Ломакс                          |
| 1970 | ф  | Жил-был обманщик                | There Was a Crooked Man...         | Парис Питман                    |
| 1971 | ф  | Маяк на краю света              | The Light at the Edge of the World | Уилл Дентон                     |
| 1971 | ф  | Перестрелка                     | A Gunfight                         | Уилл Теннерей                   |
| 1972 | ф  | Человек, с которым считаются    | The Master Touch                   | Стив Уоллас                     |
| 1973 | тф | Доктор Джекилл и мистер Хайд    | Dr. Jekyll and Mr. Hyde            | доктор Джекил / мистер Хайд     |
| 1975 | ф  | Отряд                           | Posse                              | маршал Ховард Найтингейл        |
| 1976 | ф  | Менялы                          | The Moneychangers                  | Алекс Вандерворт                |
| 1978 | ф  | Ярость                          | The Fury                           | Питер Сандза                    |
| 1979 | ф  | Кактус Джек                     | The Villain                        | Кактус Джек                     |
| 1980 | ф  | Сатурн-3                        | Saturn 3                           | Адам                            |
| 1980 | ф  | Последний отсчёт                | The Final Countdown                | капитан Мэттью Йелланд          |
| 1985 | тф | Эймос                           | Amos                               | Эймос Лешер                     |
| 1986 | ф  | Крутые ребята                   | Tough Guys                         | Арчи Лонг                       |
| 1991 | ф  | Оскар                           | Oscar                              | Эдуардо Проволоне               |
| 1991 | с  | Байки из склепа                 | Tales from the Crypt               | генерал Кэлтроб                 |
| 1994 | ф  | Жадность                        | Greedy                             | дядя Джо Мактиг                 |
| 1999 | ф  | Бриллианты                      | Diamonds                           | Гарри Агенски                   |
| 2000 | с  | Прикосновение ангела            | Touched by an Angel                | Росс Бергер                     |
| 2003 | ф  | Семейные ценности               | It Runs in the Family              | Митчелл Громберг                |
| 2008 | тф | Убийства в Эмпайр-стейт-билдинг | Meurtres à l’Empire State Building | Джим Ковальски                  |

## Награды и номинации
| Награда                        | Год  | Категория                                              | Название работы      | Результат |
| ------------------------------ | ---- | ------------------------------------------------------ | -------------------- | --------- |
| Оскар                          | 1950 | Лучшая мужская роль                                    | Чемпион              | Номинация |
| Оскар                          | 1953 | Лучшая мужская роль                                    | Злые и красивые      | Номинация |
| Оскар                          | 1957 | Лучшая мужская роль                                    | Жажда жизни          | Номинация |
| Оскар                          | 1996 | Почётный «Оскар» за выдающиеся заслуги в кинематографе | н/д                  | Победа    |
| Золотой глобус                 | 1952 | Лучшая мужская роль в драматическом кинофильме         | Детективная история  | Номинация |
| Золотой глобус                 | 1957 | Лучшая мужская роль в драматическом кинофильме         | Жажда жизни          | Победа    |
| Золотой глобус                 | 1968 | Премия Сесиля Б. Де Милля                              | н/д                  | Победа    |
| Золотой глобус                 | 1986 | Лучшая мужская роль в мини-сериале или телефильме      | Эймос                | Номинация |
| Эмми                           | 1986 | Лучшая мужская роль в мини-сериале или телефильме      | Эймос                | Номинация |
| Эмми                           | 1992 | Лучшая мужская роль в драматическом телесериале        | Байки из склепа      | Номинация |
| Эмми                           | 2000 | Лучший приглашенный актёр в драматическом телесериале  | Прикосновение ангела | Номинация |
| BAFTA                          | 1963 | Лучший иностранный актёр                               | Одинокие отважны     | Номинация |
| Берлинский кинофестиваль       | 1975 | Золотой медведь                                        | Отряд                | Номинация |
| Берлинский кинофестиваль       | 2001 | Почётный Золотой медведь                               | н/д                  | Победа    |
| Премия Гильдии киноактёров США | 1999 | Премия Гильдии киноактёров США за вклад в кинематограф | н/д                  | Победа    |
| Сатурн                         | 1981 | Лучший киноактёр                                       | Последний отсчёт     | Номинация |
| Золотая малина                 | 1981 | Худшая мужская роль                                    | Сатурн-3             | Номинация |

### Комментарии
1. ↑  Метрические записи семьи Данилович доступны на сайте еврейской генеалогии JewishGen.org. Дед по отцовской линии указан как Исер Данилович.
2. ↑  По другим данным, был комиссован из-за травмы[17]

### Сноски
1. 1 2 3 4 5 6 7 8 9 10 11  Scott Feinberg. How a Poor Jewish Kid From Upstate New York Became Kirk Douglas -- Hollywood's Best-Loved Gladiator (англ.). Hollywood Reporter (31 мая 2012). Дата обращения: 26 января 2019. Архивировано 7 ноября 2018 года.
2. ↑  Kirk Douglas // Encyclopædia Britannica (англ.)
3. ↑  Kirk Douglas // Internet Broadway Database (англ.) — 2000.
4. ↑  Luling T. V. Kirk Douglas, Hollywood Legend, Dead At 103 (амер. англ.) — New York City: 2005.
5. ↑  Kirk Douglas // Gran Enciclopèdia Catalana (кат.) — Grup Enciclopèdia, 1968.
6. ↑  Kirk Douglas // Kirk Douglas, a Star of Hollywood’s Golden Age, Dies at 103 (англ.) / J. Kahn — Manhattan: New York Times Company, A. G. Sulzberger, 1851. — ed. size: 443000 — ISSN 0362-4331; 1553-8095; 1542-667X
7. ↑  Kirk Douglas // Kirk Douglas, Chiseled Actor From Hollywood’s Golden Age, Has Died (англ.) — New York City: Dow Jones & Co., 1889. — ISSN 0099-9660; 2574-9579; 0193-2241; 1092-0935
8. ↑  Douglas, Kirk, LTJG. Together We Served. Дата обращения: 6 ноября 2019. Архивировано 11 января 2018 года.
9. ↑  Благотворительный Фонд Дугласа. Дата обращения: 11 августа 2016. Архивировано 19 августа 2016 года.
10. ↑  Kirk Douglas US Goodwill Ambassador. Дата обращения: 11 августа 2016. Архивировано 19 августа 2016 года.
11. ↑  AFI’s 50 GREATEST AMERICAN SCREEN LEGENDS. Дата обращения: 13 августа 2016. Архивировано из оригинала 25 октября 2014 года.
12. ↑  It Runs in the Family: «Michael Douglas: A Biography» by Marc Eliot. Дата обращения: 9 декабря 2016. Архивировано 20 декабря 2016 года.
13. ↑  Beth Abraham-Jacob Cemetery: Bryna Demsky
14. ↑  Kirk Douglas returns to Judaism Архивная копия от 10 июня 2012 на Wayback Machine
15. ↑  Tom Tugend (12 декабря 2006). Lucky number 90. The Jerusalem Post. Архивировано 13 июля 2011. Дата обращения: 12 декабря 2006.
16. 1 2 3 4 5  Kirk Douglas biography (англ.). TCM.com (21 ноября 2016). Дата обращения: 26 января 2019. Архивировано 30 августа 2018 года.
17. 1 2  Obituary: Kirk Douglas Архивная копия от 6 февраля 2020 на Wayback Machine, BBC, 6.02.2020
18. ↑  Parker, 2011, с. 11.
19. 1 2  Douglas, 2007, с. 3.
20. 1 2  Parker, 2011, с. 12.
21. ↑  Rowan, 2012, с. 132.
22. ↑  Douglas, 2012, с. 15.
23. 1 2  Browne, 2001, с. 249.
24. ↑  Thomas, 1991, с. 21.
25. ↑  Thomas, 1991, с. 23.
26. ↑  Vaughn, 2006, с. 53.
27. ↑  DAY OF PROTEST ON THE POLISH CRISIS GETS MODEST RESPONSE WORLDWIDE Архивная копия от 24 декабря 2021 на Wayback Machine  (англ.)
28. ↑  Douglas, 2012, с. 16.
29. ↑  «Оскар» за аккуратность и заслуги Архивная копия от 1 марта 2011 на Wayback Machine // Газета.Ru
30. ↑  World’s oldest blogger María Amelia López Soliño dies. Дата обращения: 10 июля 2011. Архивировано 15 августа 2011 года.
31. ↑  Screen legend Kirk Douglas becomes oldest celebrity blogger with 4,414 online friends. Дата обращения: 10 июля 2011. Архивировано 5 июня 2011 года.
32. ↑  Кирк Дуглас празднует вековой юбилей. Дата обращения: 6 января 2017. Архивировано 7 января 2017 года.
33. ↑  Кирк Дуглас — самый старый актёр и блогер мира. Дата обращения: 9 декабря 2016. Архивировано 12 декабря 2016 года.
34. ↑  Правила жизни| Журнал Esquire.ru. Дата обращения: 26 марта 2020. Архивировано 26 марта 2020 года.
35. ↑  Kirk Douglas dead at 103; 'Spartacus' star helped end Hollywood blacklist (англ.). Los Angeles Times (5 февраля 2020). Дата обращения: 7 февраля 2020. Архивировано 20 февраля 2021 года.
36. ↑  Berkvist, Robert (5 февраля 2020). Kirk Douglas, a Star of Hollywood's Golden Age, Dies at 103. The New York Times. Архивировано 7 февраля 2020. Дата обращения: 7 февраля 2020.
37. ↑  «Why Kirk and Anne Douglas Are Giving Away Their Fortune» Архивная копия от 2 февраля 2017 на Wayback Machine, Hollywood Reporter, August 20, 2015.
38. ↑  «Kirk Douglas donating $5 million to St. Lawrence University». Дата обращения: 5 февраля 2017. Архивировано 6 октября 2015 года.
39. ↑  Douglas, Kirk. «Kirk Douglas looks back at 60 years of marriage» Архивная копия от 14 февраля 2017 на Wayback Machine, Los Angeles Times, June 20, 2014.
40. ↑  «Kirk Douglas Just Did Something Beautiful For His 99th Birthday» Архивная копия от 24 декабря 2015 на Wayback Machine, The Huffington Post, December 16, 2015.
41. 1 2 3  Italie, Hillel (4 ноября 2021). Natalie Wood was assaulted by Kirk Douglas, sister alleges. Associated Press. Архивировано 5 ноября 2021. Дата обращения: 4 ноября 2021.
42. ↑  Thomson, David. Sleeping with Strangers: How the Movies Shaped Desire. — Knopf Doubleday Publishing Group, 2020-01-14. — P. 223. — ISBN 978-1-10197-102-4.
43. ↑  Wulfsohn, Joseph A. Twitter Calls Out Globes For Honoring Kirk Douglas, Accused of Raping Natalie Wood. Mediaite (7 января 2018). Дата обращения: 18 ноября 2021. Архивировано 18 ноября 2021 года.
44. 1 2  Chan, Anna. Lana Wood: Natalie Wood was sexually assaulted as a teen. AOL (26 июля 2018). Дата обращения: 4 ноября 2021. Архивировано 13 сентября 2018 года.